# 苏丹·乌兹杰诺夫
苏丹·贾沙尔别科维奇·乌兹杰诺夫（羅馬化：Soltan Dzhasharbekovich Uzdenov；1997年10月9日—）是来自统一俄罗斯党的俄罗斯政治人物。
2023年9月，他在卡拉恰伊-切尔克斯选区的补选中当选为国家杜马议员，接替同年早些时候去世的父亲贾沙尔别克·乌兹杰诺夫。